# Дизоцилпин
MK‑801 (дизоцилпин) — неконкурентный антагонист NMDA-рецептора. Блокируя открытые ионные каналы, он препятствует прохождению ионов, преимущественно Ca2+, что используется в нейрофармакологии.

## Механизм действия
Дизоцилпин избирательно блокирует NMDA‑подтип глутаматных рецепторов, связываясь с лиганд‑зависимыми ионными каналами в открытом состоянии. Это подавляет ток ионов кальция и натрия, в результате чего снижает нейрональную гипервозбудимость и ослабляет Эксайтотоксичность, вызванную избыточным высвобождением глутамата.

### Опыт на крысах линии Крушинского‑Молодкиной
Испробовали дозы 0,1; 0,2 и 0,4 мг/кг. Установлено:
- дозозависимое подавление аудиогенных судорог, также уменьшалась частота и тяжесть приступов, типичных для эпилептических моделей.
- купирование постиктальной каталепсии. Полное исчезновение каталепсии при 0,2 мг/кг, даже при сохранении судорожной активности[3].

## Медицинское применение
Дизоцилпин демонстрирует выраженный противосудорожный эффект, однако клиническое применение при эпилепсии ограничено из‑за побочных явлений. В низких дозах препарат снижает тяжесть индуцированных судорог.

## Немедицинское использование
Иногда применяется рекреационно как психоактивное вещество с диссоциативным и галлюциногенным действием, сходным с Кетамином. Из‑за высокой токсичности и риска нейродегенеративных изменений употребление не рекомендуется.

### Исследования психических расстройств
Блокада NMDA‑рецепторов нарушает глутаматергическую передачу — одно из предполагаемых звеньев патогенеза шизофрении.
Дисфункция глутаматергической системы связывается с депрессией; антагонисты NMDA, включая дизоцилпин, проявляют антидепрессивный потенциал, но применение ограничено из‑за риска психотических проявлений и когнитивных нарушений.

## Альтернативные препараты
Классическим стандартом для анестезии является кетамин - так как является самым безопасным и не нейро-токсичным веществом для анестезии так и для лечения депрессии.

### Преимущества
Короткий период полувыведения, что понижает риск пролонгированных побочных эффектов
Низкая нейро-токсичность в сравнение с MK-801 отсутствие поражение Олни при введении терапевтических дозировок - как правило дизоцилпин является лишь экспериментальным препаратом.
Риски: Возможны временные психотические эффекты при длительном употреблении: Уротоксичность